# 莱萨克
莱萨克（法語：Laissac，法語發音：[lɛsak]）是法国阿韦龙省的一个旧市镇，位于该省中部偏东，属于罗德兹区。2016年，莱萨克与市镇塞韦拉克莱格利斯合并为新市镇莱萨克-塞韦拉克莱格利斯。

## 地理
莱萨克（44°22'52"N, 2°49'21"E）面积20.21 平方千米，位于法国奧克西塔尼大區阿韦龙省，该省份为法国南部内陆省份，位于法國中央高原南部，北起顺时针与康塔爾省、洛泽尔省、加尔省、埃罗省、塔恩省、塔恩-加龙省和洛特省接壤。
与莱萨克接壤的市镇（或旧市镇、城区）包括：阿尔克、贝托莱讷、塞居尔、帕尔马。

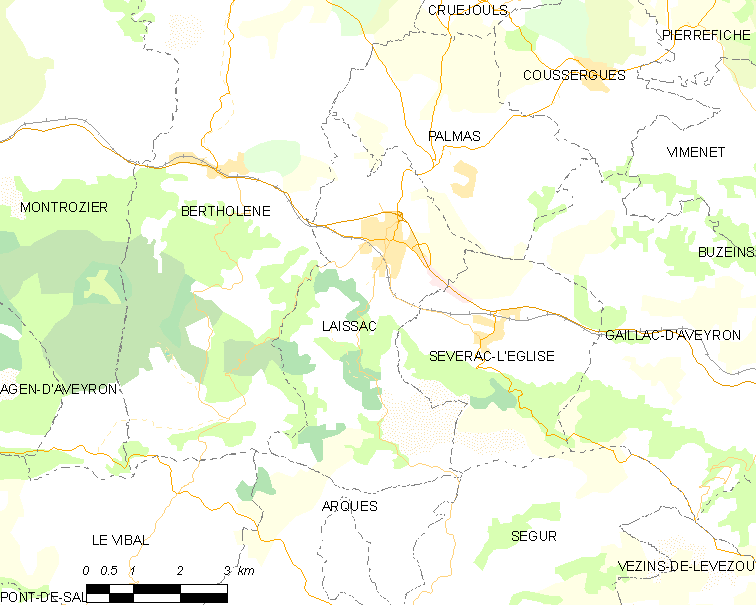
莱萨克的OSM定位图

莱萨克的时区为UTC+01:00、UTC+02:00（夏令时）。

## 行政
莱萨克的邮政编码为12310，INSEE市镇编码为12120。

## 政治
莱萨克所属的省级选区为洛特-帕朗日县。

## 人口

1962-2008年间莱萨克人口变化图示

莱萨克于2018年1月1日时的人口数量为1711人。